# سمورچه سونوما
سمورچه سونوما (نام علمی: Tamias sonomae) نام یک گونه از سرده سمورچه است.